# 2018年冬季奧林匹克運動會北歐混合式滑雪比賽
2018年冬季奥林匹克运动会北歐混合式滑雪比賽於2018年2月14至22日在阿爾卑西亞越野中心和阿爾卑西亞跳台滑雪場舉行，本屆賽事共設3個項目。

## 賽程
以下是全部3個項目的賽程：
所有时间为韩国标准时（UTC+09:00）
| 日期    | 時間  | 項目             |
| ------- | ----- | ---------------- |
| 2月14日 | 15:00 | 男子个人普通跳台 |
| 2月14日 | 17:45 | 男子个人10公里   |
| 2月20日 | 19:00 | 男子个人高跳台   |
| 2月20日 | 21:45 | 男子个人10公里   |
| 2月22日 | 16:30 | 男子团体高跳台   |
| 2月22日 | 19:20 | 男子4×5公里接力  |

## 獎牌

### 獎牌榜
| 排名 | 国家／地区    | 金牌 | 银牌 | 铜牌 | 總數 |
| ---- | ------------- | ---- | ---- | ---- | ---- |
| 1    | 德国（GER）   | 3    | 1    | 1    | 5    |
| 2    | 日本（JPN）   | 0    | 1    | 0    | 1    |
| 2    | 挪威（NOR）   | 0    | 1    | 0    | 1    |
| 4    | 奥地利（AUT） | 0    | 0    | 2    | 2    |
|      | 總計          | 3    | 3    | 3    | 9    |

### 項目
| 項目                 | 金牌                                                                            | 金牌    | 银牌                                                                          | 银牌    | 铜牌                                                                                  | 铜牌    |
| 個人高跳台/10公里    | 约翰内斯·里策克 · 德国（GER）                                                   | 23:52.5 | 法比安·里斯勒 · 德国（GER）                                                   | 23:52.9 | 埃里克·弗伦策尔 · 德国（GER）                                                         | 23:53.3 |
| 個人一般跳台/10公里  | 埃里克·弗伦策尔 · 德国（GER）                                                   | 24:51.4 | 渡部晓斗 · 日本（JPN）                                                        | 24:56.2 | 卢卡斯·克拉普费尔 · 奥地利（AUT）                                                     | 25:09.5 |
| 團體高跳台/4 x 5公里 | 德国（GER） · 文岑茨·盖格尔 · 法比安·里斯勒 · 埃里克·弗伦策尔 · 约翰内斯·里策克 | 46:09.8 | 挪威（NOR） · Jan Schmid · 埃斯彭·安德森 · Jarl Magnus Riiber · 约根·格拉巴克 | 47:02.5 | 奥地利（AUT） · 威廉·德尼夫尔 · 卢卡斯·克拉普费尔 · 伯恩哈德·格鲁贝尔 · 马里奥·塞德尔 | 47:17.6 |

## 參賽國家
共有來自16個國家（包括俄羅斯奧林匹克運動員在內）55位運動員參賽本屆賽事。

| - 奥地利（5） - 捷克（4） - 爱沙尼亚（2） - 芬兰（5） - 法国（5） - 德国（5） - 意大利（4） - 日本（5） | - 挪威（5） - 俄罗斯奥林匹克运动员（1） - 波兰（4） - 斯洛文尼亚（2） - 瑞士（1） - 韩国（1） - 乌克兰（1） - 美国（5） |